# エドガル・イエ
エドガル・ミゲル・イエ（Edgar Miguel lé、1994年5月1日 - ）は、ギニアビサウ・ビサウ出身のプロサッカー選手。ポジションは、ディフェンダー。

## 経歴

### クラブ
ギニアビサウの首都ビサウで生まれ、ポルトガルに渡り14歳でスポルティングCPのユースチームに入団した。2012年夏、チームメイトのアゴスティーニョ・カと共にFCバルセロナに移籍。2014年12月のコパ・デル・レイ・SDウエスカ戦でジェレミー・マテューと交代しトップチームデビューを果たすが、トップチームでの出場はこの試合が唯一となった。 
2015年8月、ビジャレアルCFと3年契約を結んだ。しかしBチーム登録でトップチームでの出場は叶わなかった。
2016年12月、ポルトガルに帰国しリスボンのCFベレネンセスに移籍。
2017年7月5日、リールOSCに移籍。
2019年8月12日、トラブゾンスポルに移籍。
2023年1月23日、イスタンブール・バシャクシェヒルFKに加入
。

### 代表
UEFA U-19欧州選手権2012に参加する予定だったが、負傷のため辞退した。2013 FIFA U-20ワールドカップのメンバーにも選ばれている。
2017年11月10日に行われたサウジアラビア代表との親善試合で途中出場しポルトガルA代表デビュー。
2021年、ギニアビサウ代表への国籍変更がFIFAに認められた。2023年6月14日、サントメ・プリンシペ代表との親善試合でギニアビサウ代表として初出場。

## 家族
双子のエデリノ・イエもサッカー選手。